# کبوتر آبی سیشل
کبوتر آبی سیشل (Alectroenas pulcherrimus) یک کبوتر سایز متوسط و ساکن مناطق جنگلی مجمع‌الجزایر گرانیتی سیشل است.

## مشخصات
این کبوتر در حدود ۱۰ اینچ (۲۵٫۴ سانتی‌متر) طول دارد. سر و سینه‌ای نقره‌ای ـ خاکستری داشته و پرهای این قسمت هنگامی که پرنده هیجان‌زده است برانگیخته می‌شوند. بال‌ها و زیر بدن و دم او به رنگ آبی تیره است و دارای یک پلاک قرمز رنگ متمایز از پوست مداری است که از پیشانی تا تاج او گسترش می‌یابد.
. منقار آن زرد رنگ است و دارای پاهای خاکستری تیره می‌باشد.